# 前550年代
| 千纪： | 前1千纪 |
| 世纪： | 前7世纪 \| 前6世纪 \| 前5世纪                                                                              |
| 年代： | 前580年代 \| 前570年代 \| 前560年代 \| 前550年代 \| 前540年代 \| 前530年代 \| 前520年代                    |
| 年份： | 前559年 \| 前558年 \| 前557年 \| 前556年 \| 前555年 \| 前554年 \| 前553年 \| 前552年 \| 前551年 \| 前550年 |

## 事件
- 前557年，卫国孙林父政变
- 前557年，晋楚湛阪之战
- 前555年，晋齐平阴之战
- 前550年，欒盈之乱

## 出生
- 前551年：9月28日，孔子，儒家学派的创始人.
- 前550年：哈尔摩狄奥斯和阿里斯托革顿、小米太亞德

## 逝世
- 前559年：梭伦、冈比西斯一世、公子贞、子皮 (卫国)、子蟜 (卫国)、欒鍼
- 前558年：司齐、堵女父、尉翩、晋悼公
- 前555年：燕武公
- 前554年：孟献子、子孔 (郑国)、荀偃、子蟜 (郑国)
- 前551年：弃疾 (子南氏)、公子追舒、子张 (郑穆公之孙)、子明 (郑国)、琐罗亚斯德
- 前550年：欒盈、孟庄子、杞孝公、栾乐